# КК Ескишехир баскет
КК Ескишехир баскет (тур. Eskişehir Basket) је турски кошаркашки клуб из Ескишехира. 

## Историја
Клуб је основан 2006. године у граду Једрене и носио је назив Олин Једрене све до 2014. када је дошло до пресељења у Ескишехир и у складу са тим преименовања у Ескишехир баскет. Од 2010. до 2015. такмичио се у Првој лиги Турске, а највећи успех у њој било је седмо место лигашког дела уз четвртфинале плеј-офа. У Купу Турске такође је најдаље стизао до четвртфинала.
Једини досадашњи наступ на међународној сцени био је у Еврочеленџу током сезоне 2011/12, а такмичење је завршио већ у првој групној фази.

## Учинак у претходним сезонама
| Сез.     | Првенство Турске | Куп Турске   | Европско такмичење  | Европско такмичење |
| -------- | ---------------- | ------------ | ------------------- | ------------------ |
| 2010/11. | Четвртфинале ПО  | Четвртфинале | -                   |                    |
| 2011/12. | 14. место        | Групна фаза  | Еврочеленџ - Топ 32 |                    |
| 2012/13. | 14. место        | Групна фаза  | -                   |                    |
| 2013/14. | 14. место        | Групна фаза  | -                   |                    |
| 2014/15. | 15. место        | Групна фаза  | -                   |                    |
| 2017/18. | Четвртфинале ПО  | Четвртфинале | -                   |                    |

## Познатији играчи
- Филип Виденов
- Давид Јелинек
- Артјом Параховски
- Немања Протић
- Предраг Самарџиски
- Реналдас Сејбутис
- Владимир Штимац